# Paramphiascella vararensis
Paramphiascella vararensis är en kräftdjursart som först beskrevs av Thomas Scott 1903. Enligt Catalogue of Life ingår Paramphiascella vararensis i släktet Paramphiascella och familjen Diosaccidae, men enligt Dyntaxa är tillhörigheten istället släktet Paramphiascella och familjen Miraciidae. Arten är reproducerande i Sverige. Inga underarter finns listade i Catalogue of Life.